# Massacri di Rintfleisch
Il massacri di Rintfleisch o di Rindfleisch, noti anche come pogrom di Norimberga, fu una serie di episodi avvenuti nel 1298 a Röttingen, Norimberga ed altre città della Germania, ove una folla di cittadini cattolici, perseguitarono, torturarono, uccisero e misero al rogo centinaia di persone accusate di essere ebrei e quindi deicidi ed eretici. Fu la prima grande persecuzione antisemita in Germania dalla prima crociata.

## Storia
Il massacro avvenne in un particolare periodo per la storia della Franconia, regione della Germania in cui si trovava inserita la città di Norimberga che fu teatro degli scontri. Erano infatti scoppiati degli scontri civili tra il re eletto Adolfo di Nassau ed il suo rivale asburgico, il duca Alberto d'Austria, in quanto secondo la tradizione all'imperatore era tradizionalmente assegnata la protezione degli ebrei che, per quanto non cristiani, erano comunque cittadini dell'impero. Già nel 1287 la morte di Werner di Oberwesel nella Renania aveva portato alla morte di 500 ebrei per vendetta ed una serie di accuse del sangue. Quando infine re Adolfo venne deposto e ucciso nella battaglia di Göllheim il 2 luglio 1298, la nobiltà della Franconia proclamò Alberto quale nuovo sovrano a Francoforte sul Meno.
Nel contempo un gruppo di ebrei di Röttingen vennero accusati di aver ottenuto un'ostia consacrata e di averla dissacrata, un certo "Signor Rintfleisch", che alcune fonti indicano come un cavaliere impoverito o, più probabilmente, un macellaio, prese l'iniziativa di guidare una folla con sé e di porre al rogo gli ebrei di Röttingen per questo atto sacrilego il giorno di sabato 20 aprile 1298. Rintfleisch dichiarò di aver ricevuto tale mandato direttamente da Dio per vendicare il sacrilegio perpetrato dagli ebrei. Il cronista domenicano dell'epoca, Rodolfo di Colmar, definì questo personaggio col termine latino di carnifex, inteso come macellaio, esecutore, boia, ma non è chiaro se Rodolfo facesse riferimento con tale termine all'originale professione del personaggio in questione o semplicemente la brutalità delle sue esecuzioni contro gli ebrei. Secondo fonti contemporanee, inoltre, il signore di Röttingen, Kraft von Hohenlohe, era oberato dai debiti che aveva contratto con gli ebrei della città e per questo appoggiò seppur indirettamente la rivolta.
Nella rivolta vennero distrutte le comunità ebraiche di Rothenburg ob der Tauber, Würzburg, Bamberga, Dinkelsbühl, Nördlingen e Forchheim. Nella Città libera imperiale di Norimberga, gli ebrei cercarono rifugio nella fortezza locale e vennero assistiti in questo da alcuni cittadini volenterosi, ma Rintfleisch riuscì a vincere i difensori e uccise un gran numero di ebrei il 1º agosto di quello stesso anno. Il Nürnberger Memorbuch contiene ancora oggi i nomi delle centinaia di ebrei uccisi in quell'occasione, tra cui Mordechai ben Hillel, pupillo di Meir di Rothenburg, con sua moglie e suo figlio. Le comunità di Ratisbona e Augusta riuscirono a sfuggire alle uccisioni di massa, protette dai magistrati delle città. In tutto i persecutori distrussero 146 comunità ebraiche tra Baviera ed Austria, con circa 20.000 ebrei uccisi. La Cronaca austriaca dei 95 signori, scritta circa 100 anni dopo quegli eventi, riporta che alla fine Alberto I arrestò e fece impiccare Rintfleisch.